# Paskuqan
Paskuqan è una frazione del comune di Kamëz in Albania (prefettura di Tirana).
Fino alla riforma amministrativa del 2015 era comune autonomo, dopo la riforma è stato accorpato al comune di Kamëz.

## Località
Il comune era formato dall'insieme delle seguenti località:
- Paskuqan
- Babrru Qender
- Koder e Kuqe
- Shpat
- Fushe e Kercikeve
- Koder Babrru
- Paskuqan Fushe
- Paskuqan Kode

Personaggi Famosi: djal noka